# Verborgen Woorden

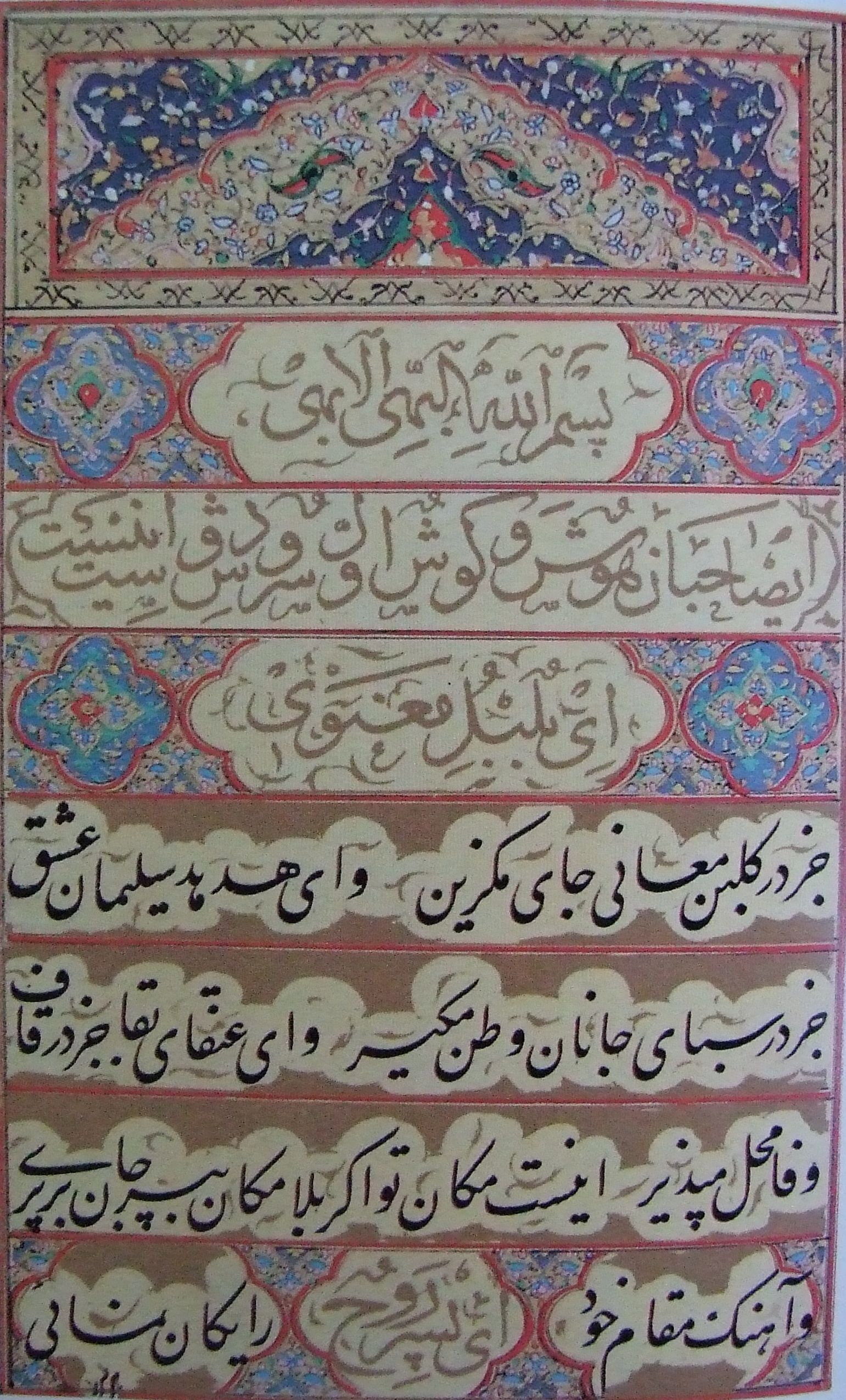
Een pagina uit de Verborgen Woorden door kalligraaf Mishkín-Qalam.

Kalimát-i-Maknúnih (کلمات مکنونه) of Verborgen Woorden is geschreven door Bahá'u'lláh, de grondlegger van het bahá'í-geloof, in Bagdad rond 1858. Dit werk is deels in het Arabisch en deels in het Perzisch geschreven.
De Verborgen Woorden is geschreven in de vorm van een verzameling korte aforismen, 71 in het Arabisch en 82 in het Perzisch, waarin Bahá'u'lláh zegt de fundamentele kern van bepaalde spirituele waarheden te hebben genomen en deze in korte vorm op schrift gezet te hebben.